# T-72M4CZ
T-72M4 CZ は、ソ連製のT-72戦車をチェコが近代化改修したもので、第3世代主力戦車に匹敵する能力を持つ。本戦車は、車長、砲手、操縦手(装填は自動装填装置を用いる)から構成される3人の乗員を保護する装置と、爆風、放射線、化学物質に対する車両の内部機器が装備されている。これに加え、水中走行能力、迷彩仕様の発煙弾発射機、車内火災用の自動消火装置などが追加付与されている。これら近代化により、火力・防御力・機動性及び通信・電子能力が格段に向上している。
本車は、戦車やその他装甲目標だけでなく、低空飛行目標に対しても有効性を発揮する。APFSDS-T弾を発射可能な125 mm 2A46M滑腔砲は、2,000m以上の距離で500mmの装甲を貫徹可能である。T-72M4 CZはロシアのT-90Sに対抗し得る性能を持ち、設計当初、T-72戦車の最高の近代化改修車両であった。
改修計画は2008年に完了した。全ての車両が、装甲回収車であるVT-72M4 CZとともに、チェコ陸軍第7機械化旅団第73戦車大隊で運用されている。

## 近代化

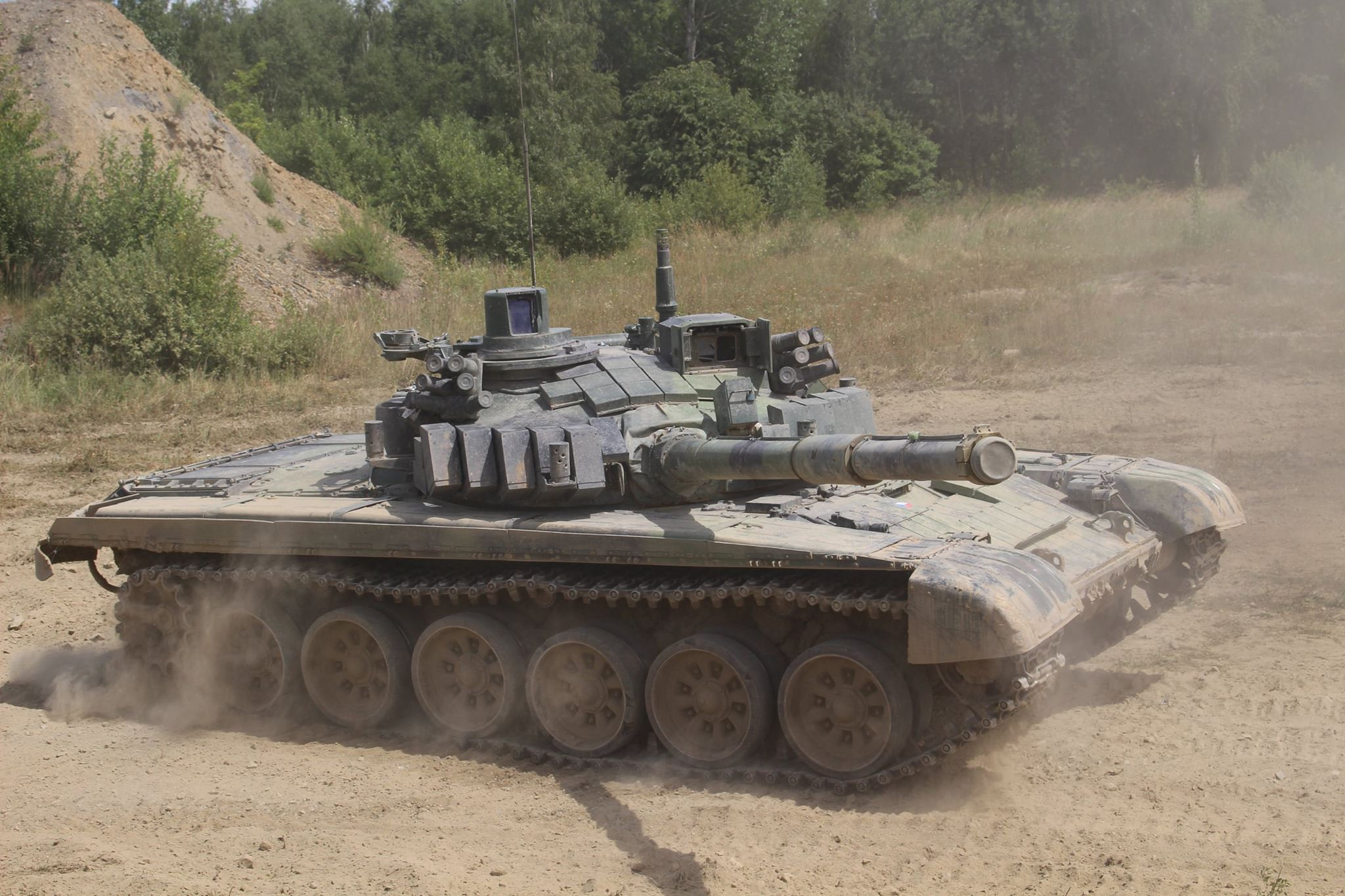
チェコ陸軍のT-72M4CZ

近代化計画は1994年にチェコ政府によって承認され、353両の戦車の近代化が決定された。1995年、入札が発表され、第025軍修理工場（VOP025）がチェコの新型戦車計画の中心として選ばれた。T-72M4 CZ戦車の近代化の基礎は、T-72M1の車体とT-72Mの砲塔だった。M4規格への近代化が始まり、戦車はまず分解され、次に車体の後端の交換、操縦手席下の車体底部の交換、パワーパックを取り付けるためのエンジントランスミッションコンパートメントの改造などが行われた。部品の90%以上が新しいものと交換または修正された。
T-72M3 (P1) とT-72M4 (P2) の2両の試作車が製造された。M3は元のV-46-6エンジンをそのままに、機械式コンプレッサーを持たず、2つのターボチャージャーを装備した。一方、M4はイギリス製のチャレンジャー2でも使用されているCV12 TCA コンドルエンジンを搭載した。イギリス本国仕様のものとは多少性能が異なり、T-72M4 CZは1,000馬力、チャレンジャー2戦車は1,200馬力だった。
チェコがNATOに加盟すると、整備する戦車の必要数が減少し、戦車の近代化改修計画数は徐々に減少した。最初は140両、後に33両にまで減少した。当初、費用は140両で190億Kčと想定されていたが、削減後の費用は45億Kčにまで減少した。しかし、量産数が減ったことにより一両当たりの改修平均価格は1億5,000万Kčに達した。基本バージョンの27輌のT-72M4 CZ戦車の価格は44億6,300万Kčとなり、それに加えて、KMT-72M4地雷原処理戦車3両、NBZ-90工兵戦車3両、VO-72M4爆破型地雷除去戦車3両などの派生装備が購入され、近代化の総費用は49億5,300万Kčに増加した。2003年から2005年にかけて、国営企業VOP025で計30両が生産され、そのうち3両はT-72M4 CZ-W指揮戦車で、無線局が2つあり、同中隊の指揮機能を果たすために必要な拡張BVIS機能(CDU-BVIS=Commander Display Unit for BVIS)を備えていた。3両の指揮戦車の価格は4億7,100万Kčだった。
ポーランドのPT-91Mの近代化とは異なり、チェコのT-72M4 CZは輸出には失敗したが、スロバキアのT-72M2（元々はビロード離婚前のチェコスロバキア連邦軍の計画であり、解体後も計画は戦車工場が存在するスロバキアに残った）とは異なり、T-72M4 CZは少なくとも生産された。

### 改修内容

T-72M4CZによる射撃

T-72(第2世代戦車)の能力向上型であるため、新たに第3世代・第4世代戦車を購入するよりも経済的要求を大幅に低くして、第3世代・第4世代戦車の程度の戦闘能力を発揮する。また、NATO軍内の相互運用性の確保のための通信システムの搭載。
イタリアのガリレオ社製TURMS-T射撃管制装置を装備し、環境センサーやNBA-97 GPS航法装置、DITA-97自己診断装置を追加装備している。ジョイスティック式操作機構・弾道コンピュータ内蔵砲管制装置と砲口照合装置内蔵・シンセシア社製APFSDS-T弾発射可能な2A46主砲に換装。ポーランド製ダイナ爆発反応装甲・POC SSCiレーザー警報装置・独製キッデ・ドイグラ自動消火装置を砲塔に装備。さらに、磁器反応式対戦車地雷向けのメトラ・ブランコスSPシステム・エナメルU2500赤外線カモフラージュ塗料が車体に塗布されている。